# Коржинколь (Егиндыкольский район)
Коржинколь (каз. Қоржынкөл, бывшее Днепропетровское) — село в Егиндыкольском районе Акмолинской области Казахстана, образует административно-территориальную единицу «Село Коржинколь». 
- Код КАТО — 114446100[3].
- Код КАТО административной единицы — 114446000[4].

## География
Село расположено в 36 км на запад от районного центра села Егиндыколь.

## Население
В 1989 году население села составляло 976 человек (из них русских 41%, украинцев 28%).
В 1999 году население села составляло 623 человека (289 мужчин и 334 женщины). По данным переписи 2009 года, в селе проживали 432 человека (205 мужчин и 227 женщин).
| Численность населения | Численность населения | Численность населения |
| 1989                  | 1999                  | 2009                  |
| --------------------- | --------------------- | --------------------- |
| 976                   | ↘623                  | ↘432                  |